# George Wendt
George Wendt, född 17 oktober 1948 i Chicago, död 20 maj 2025 i Los Angeles, var en amerikansk skådespelare. 
Wendt spelade bland annat rollen som Norm Peterson i TV-serien Skål. Han medverkade även i TV-serier som Spin City, Seinfeld och Columbo. Han gestaltade även Macaulay Culkins uppretade far i musikvideon till Michael Jacksons låt "Black or White".

## Filmografi i urval
- 1978 – Oh, vilket bröllop! (ej krediterad)
- 1980 – Bronco Billy (ej krediterad)
- 1980 – My Bodyguard
- 1980 – Någonstans i tiden (endast krediterad)
- 1982 – Nu flyger vi ännu högre (ej krediterad)
- 1982 – Jekyl & Hyde - Tillsammans igen
- 1982–1993 – Skål (TV-serie) (270 avsnitt)
- 1984 – Dreamscape
- 1984 – No Small Affair
- 1984 – Som en tjuv om natten
- 1985 – Fletch
- 1986 – Titta vi spökar
- 1986 – Gung Ho
- 1988 – Polisen i plugget (Plain Clothes)
- 1988 – Never Say Die
- 1991 – Oskyldigt misstänkt
- 1992 – Evigt ung
- 1994 – Hostage for a Day (TV-film)
- 1994 – Busungarna
- 1995 – En karl för mycket
- 1995 – Columbo (TV-serie, avsnittet "Strange Bedfellows")
- 1996 – Alien Avengers (TV-film)
- 1996 – Space Truckers
- 1997 – Spice World
- 1997 – Kärlek utan gränser (TV-film, The Price of Heaven)
- 1999 – Outside Providence
- 1999 – Alice i Underlandet (TV-film)
- 1999 – Prinsen och strykarhunden (TV-film, The Pooch and the Pauper)
- 2000 – Lakeboat
- 2000 – Falskspel
- 2000 – Wild About Harry
- 2001 – Jakten på livet (TV-film)
- 2001–2002 – Sabrina - Tonårshäxan (TV-serie) (sex avsnitt)
- 2003 – King of the Ants
- 2005 – Edmond
- 2005 – Kids in America
- 2006 – Santa Baby (TV-film)
- 2009 – Julkul med Valpgänget (V)
- 2015 – Clipped (TV-serie) (tio avsnitt)
- 2017 – Sandy Wexler